# 안트베르펜 시청사

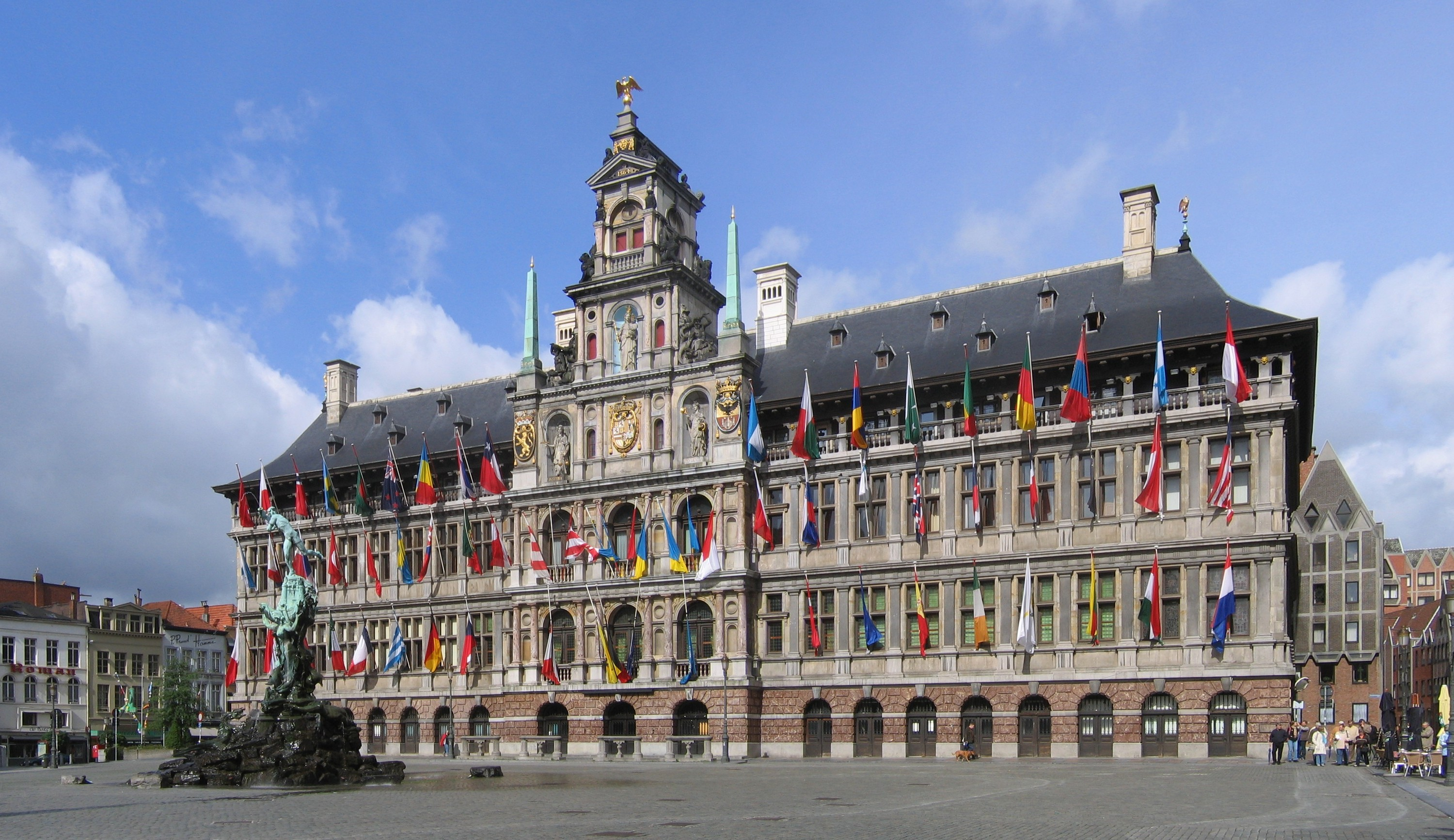
흐로터 마르크트에서 바라본 안트베르펜 시청사

안트베르펜 시청사(네덜란드어: Stadhuis van Antwerpen)는 벨기에 안트베르펜에 시청 건물이다. 흐로터 마르크트 서쪽에 있다. 벨기에와 프랑스의 종루의 속한 종탑 중 하나로, 유네스코 세계유산에 등재되어 있다.